# Heterospingus
Heterospingus là một chi chim trong họ Thraupidae.